# Чемпионат России по боксу среди женщин 2022
Чемпионат России по боксу среди женщин 2022 года проходил в Краснодаре на арене «Баскет Холл» с 16 по 22 октября. В соревновании примут участие 174 спортсменки из 49 регионов Российской Федерации. Чемпионат будет проходить по 12 весовым категориям. 
Призовой фонд турнира составит 24 миллиона рублей. Победительница получит 1,5 миллиона рублей, серебряный призер — 250 тыс. рублей, бронзовый — 125 тыс. рублей.

## Медалисты
| Весовая категория | Золото                                        | Серебро                                        | Бронза                                                                          |
| ----------------- | --------------------------------------------- | ---------------------------------------------- | ------------------------------------------------------------------------------- |
| до 48 кг          | Юлия Чумгалакова Московская область           | Дарья Салиндер Ямало-Ненецкий автономный округ | Мария Хузахметова Иркутская область Александра Кулешова Челябинская область     |
| до 50 кг          | Екатерина Пальцева Мордовия                   | Алёна Артёмова Ульяновская область             | Любовь Шарапова Рязанская область Екатерина Молчанова Краснодарский край        |
| до 52 кг          | Анна Аэдма Алтайский край                     | Елена Савельева Московская область             | Анастасия Маркова Москва Валерия Линькова Краснодарский край                    |
| до 54 кг          | Анастасия Кириенко Москва                     | Саяна Сагатаева Хакасия                        | Елизавета Карташкова Челябинская область Наталья Самохина Новосибирская область |
| до 57 кг          | Людмила Воронцова Бурятия                     | Дарья Абрамова Тульская область                | Татьяна Константинова Ульяновская область Евгения Лочканова Челябинская область |
| до 60 кг          | Надежда Голубева Краснодарский край           | Юлия Чернобородова Ивановская область          | Нуне Асатрян Краснодарский край Анастасия Кононова Челябинская область          |
| до 63 кг          | Наталия Сычугова Москва                       | Галина Головченко Москва                       | Кристина Кулухова Кемеровская область Елена Жиляева Брянская область            |
| до 66 кг          | Азалия Аминева Башкортостан                   | Альбина Молдажанова Тюменская область          | Ангелина Ганюкова Санкт-Петербург Елизавета Абрамова Самарская область          |
| до 70 кг          | Анастасия Демурчян Краснодарский край         | Дарима Сандакова Бурятия                       | Лаура Мамедкулиева Санкт-Петербург Лада Еськина Архангельская область           |
| до 75 кг          | Анастасия Шамонова Краснодарский край         | Елена Гапешина Бурятия                         | Мария Арисова Пензенская область Елизавета Задорова Санкт-Петербург             |
| до 81 кг          | Анна Иванова Москва                           | Евгения Молочкова Нижегородская область        | Салтанат Меденова Омская область Иванна Кочнова Свердловская область            |
| свыше 81 кг       | Диана Пятак Ханты-Мансийский автономный округ | Татьяна Богданова Иркутская область            | Ксения Олифиренко Краснодарский край Мария Кучманова Мордовия                   |